# Тюллум, Йон Оге
Йон Оге Тюллум (норв. Jon Åge Tyldum; род. 26 октября 1968, Сноса, Нур-Трёнделаг) — норвежский биатлонист, двукратный обладатель Кубка мира, чемпион мира по биатлону. Завершил спортивную карьеру в 1998 году. Некоторые спортивные эксперты заявляют, что именно он был флагманом норвежского биатлона в начале девяностых годов. После окончания карьеры работал такелажником. У бывшего биатлониста три сына, которые не пошли по стопам отца.